# روش کایروپولوس
روش کایروپولوس یا تکنیک کایروپولوس (به انگلیسی: Kyropoulos method، KY method یا Kyropoulos technique)روشی برای رشد توده ای از بلور است که برای بدست آوردن از تک بلورها استفاده می شود. این نام از روی اسپیرو کایروپولوس نامگذاری شده است ، وی این روش را در سال 1926 به عنوان روشی برای رشد بلورهای شکننده هالید قلیایی و فلزات خاک قلیایی برای اپتیک دقیق پیشنهاد کرد. 
بزرگترین کاربرد روش کایروپولوس ، پرورش بول های بزرگ یاقوت کبود تک کریستالی است که برای تولید بسترهایی برای تولید LED های مبتنی بر نیترید گالیم و به عنوان یک ماده نوری با دوام استفاده می شود. 

## تاریخچه
این روش (که اغلب به آن روش کِی وای گفته می شود) به دلیل محدودیت های اساسی در ابعاد کریستال های رشد یافته ، در سال 1926 به عنوان ادامه روش ورنویل و فرایند چکرالسکی ارائه شد. در ابتدا از آن برای رشد تک بلورهای هالیدهای فلز قلیایی استفاده می شد. روند تبلور مستقیم مواد ذوب شده با کاهش دمای بول در حالی که هنوز در بطری است متفاوت است. در مقایسه با سایرین ، این تکنیک امکان تولید کریستالهای منفرد بسیار بزرگی را فراهم می کند که به دلیل محدودیت در آنها بدون ترک و آسیب است..

## کاربرد
در حال حاضر توسط چندین شرکت در سراسر جهان برای تولید یاقوت کبود برای صنایع الکترونیک و اپتیک استفاده می شود.

## روش(فرایند)

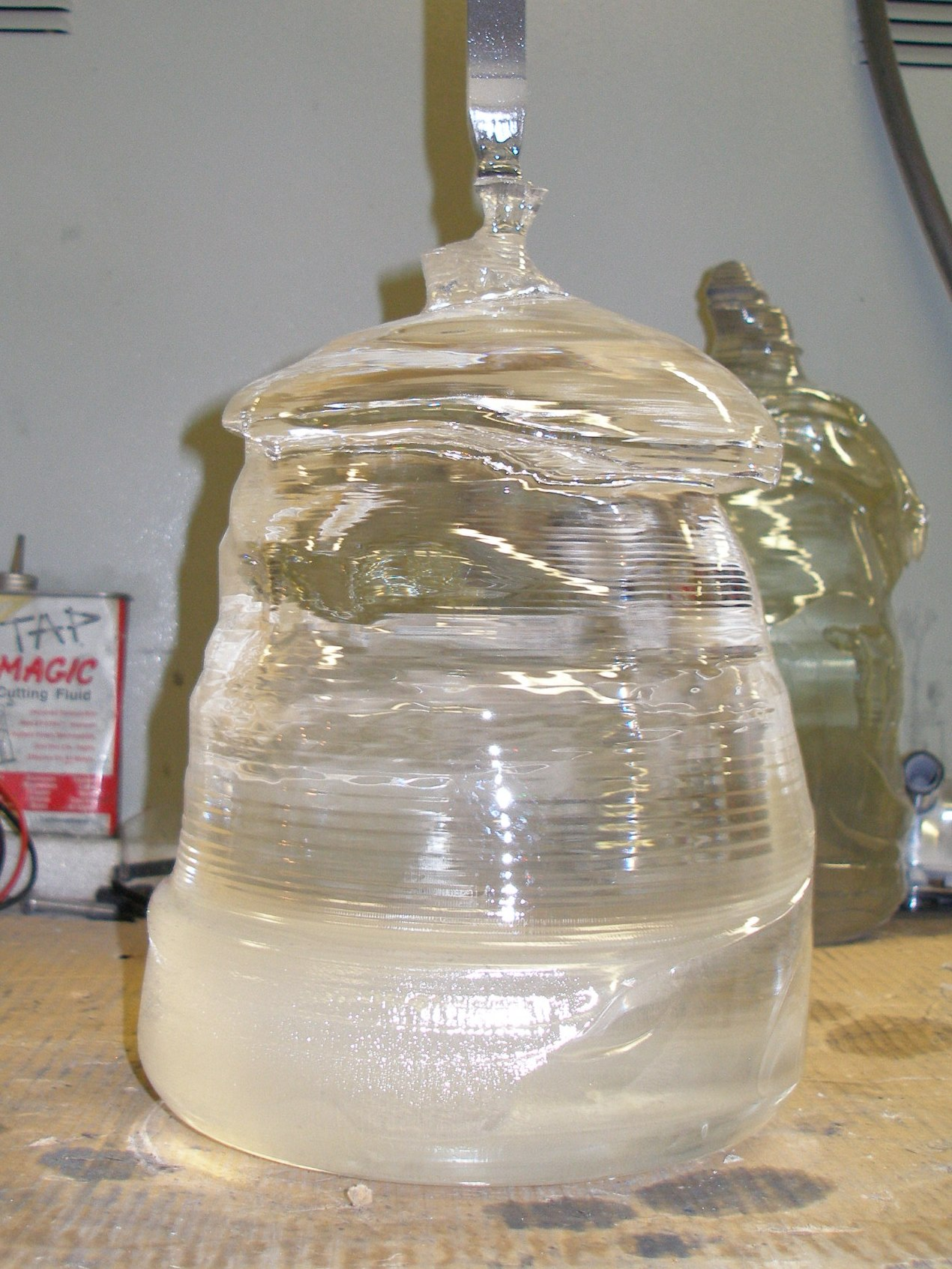
Single crystal sapphire boule grown by Kyropoulos method. Approximately 200 mm diameter and approximately 30 kg. (A second boule is visible in the background.)

اکسید آلومینیوم با خلوص بالا (فقط چند قسمت در هر میلیون ناخالصی) در یک بوته‌ی آهنگری(ظرف مخصوص فلز مذاب) با دمای بالاتر از 2100 درجه سانتی گراد ذوب می شودب.طور معمول کوره از تنگستن یا مولیبدن ساخته می شود. یک کریستال بذر باجهت گیری دقیق در آلومینای(آلومینیم اکسید) مذاب فرو می رود. کریستال بذر به آرامی به سمت بالا کشیده می شود و ممکن است همزمان بچرخد. با کنترل دقیق شیب های دما ، سرعت کشش و سرعت کاهش دما ، می توان شمعی بزرگ ، تک کریستالی و تقریباً استوانه ای از مذاب تولید کرد. در مقایسه و در عوض فرایند چکرالسکی ، روش کایروپولوس کل حجم مواد اولیه را در بول متبلور می کند. اندازه و نسبت ابعاد بوته آهنگری نزدیک به کریستال نهایی است و کریستال به سمت پایین در بوته آهنگری بزرگ می شود ، نه اینکه مانند روش چوچرالسکی کشیده شود و از بوته خارج شود. کشش بذر به سمت بالا با سرعت بسیار کندتری نسبت به رشد کریستال رو به پایین انجام می شود و اساساً برای شکل گیری هلال رابط جامد-مایع (سطح بالای منحنی یک مایع) از طریق کشش سطحی عمل می کند. سرعت رشد با کاهش آرام دمای کوره تا زمانی که کل مواد مذاب جامد شود کنترل می شود. آویختن بذر از یک سنسور وزن می تواند بازخوردی را برای تعیین سرعت رشد فراهم کند ، اگرچه اندازه گیری های دقیق به دلیل تغییر و شکل ناقص قطر کریستال ، شکل محدب ناشناخته رابط جامد مایع و تعامل این ویژگی ها با نیروهای شناور و همرفت درون مذاب پیچیده است.  روش کایروپولوس با شیب های دمای کوچکتر در عوض و در مقایسه با تبلور نسبت به فرایند چکرالسکی شناخته می شود. مانند فرایند چکرالسکی ، کریستال عاری از هرگونه نیروهای مکانیکی خارجی رشد می کند ، بنابراین دارای مقدار کمی نقص شبکه ای کمی و تنش داخلی است. این فرایند را باید در یک فضای بی اثر مانند آرگون یا در خلا زیاد انجام داد.

## مزایا
از مزایای اصلی می توان به سادگی فنی فرایند و امکان رشد بلورهایی با اندازه های بزرگ (بزرگ تر از 30 سانتی‌متر) اشاره کرد.  این روش همچنین تراکم نابجایی کمی را نشان می دهد. 

### اندازه ی کریستال ها
اندازه بلورهای یاقوت کبود که به روش کایروپولوس رشد کرده اند از دهه 1980 به طور چشمگیری افزایش یافته است. در اواسط دهه 2000 بلورهای یاقوت کبود تا 30 کیلوگرم تولید شدند که می توانستند لایه هایی با قطر 150 میلی متر تولید شوند.تا سال 2017 ، بزرگترین یاقوت کبود گزارش شده با روش کایروپولوس 350 کیلوگرم بود و می توانست لایه هایی با قطر 300 میلی متر تولید شوند.  به دلیل ساختار کریستال ناهمسانگرد یاقوت کبود ، جهت محور استوانه ای بول های رشد یافته با روش کایروپولوس عمود بر جهت مورد نیاز برای رسوب گالیوم نیترید( GaN)روی لایه های LED است.این بدان معنی است که هسته ها باید از کناره های بول قبل از ورقه ورقه شدن تراشیده شوند. این بدان معنی است که قطر بول های بزرگ شده به طور قابل توجهی بیشتر از ورقه ورقه های حاصل هستند. از سال 2017 تولیدکنندگان برجسته LED های آبی و سفید از لایه های یاقوت کبود با قطر 150 میلی متر استفاده می کنند ، برخی تولید کنندگان هنوز از لایه های 100 میلی متری و 2 اینچی استفاده می کنند.

## معایب
مهمترین عیب روش سرعت ناپایدار رشد است که به دلیل تغییرات تبادل حرارتی ایجاد شده توسط اندازه بول در حال رشد اتفاق می افتد و پیش بینی آن دشوار است. به دلیل این مشکل ، کریستال ها به منظور جلوگیری از نقص داخلی غیر ضروری ، معمولاً با سرعت بسیار کمی رشد می کنند. 